# Den engelske patienten
Den engelske patienten (originaltitel: The English Patient) är en amerikansk romantisk dramafilm från 1996 i regi av Anthony Minghella, som också skrivit filmens manus. Manuset baseras på romanen Den engelske patienten från 1992 av Michael Ondaatje. I huvudrollerna ses Ralph Fiennes, Juliette Binoche, Willem Dafoe, Kristin Scott Thomas och Colin Firth. Filmen hade svensk premiär den 7 mars 1997. Den belönades med hela nio Oscar, bland annat för bästa film och för bästa regi.
1999 placerade British Film Institute filmen på 55:e plats på sin lista över de 100 bästa brittiska filmerna genom tiderna.

## Handling
En flygare (Ralph Fiennes) hittas svårt brännskadad efter att ha blivit nedskjuten i Sahara under andra världskriget. Då hans plan var engelskt, tas han för engelsman och hamnar så småningom i Italien mot slutet av kriget. Den "engelske" patienten får sakta tillbaka sina minnen medan han väntar på att dö i ett övergivet kloster. Under tiden vårdas han av den fransk-kanadensiska sjuksköterskan Hana (Juliette Binoche). 
David Caravaggio (Willem Dafoe), en man med mystiskt förflutet som drabbats av patientens handlingar, dyker också upp liksom ett bombteam, lett av den indiske officeren och sikhen Kip (Naveen Andrews).

## Rollista i urval
- Ralph Fiennes – Greve László Almásy
- Kristin Scott Thomas – Katharine Clifton
- Willem Dafoe – David Caravaggio
- Juliette Binoche – Hana
- Naveen Andrews – Kip
- Colin Firth – Geoffrey Clifton
- Julian Wadham – Peter Madox
- Jürgen Prochnow – Major Muller
- Kevin Whately - Sgt. Hardy
- Clive Merrison - Fenelon-Barnes
- Nino Castelnuovo - D'Agostino
- Hichem Rostom - Fouad
- Peter Rühring - Bermann
- Geordie Johnson - Oliver
- Torri Higginson – Mary
- Liisa Repo-Martell - Jan
- Raymond Coulthard - Rupert Douglas
- Philip Whitchurch - Korpral Dade
- Lee Ross - Spalding
- Anthony Smee - Officer

## Musik i urval
- "Yes! We Have No Bananas" (1923), musik och text av Frank Silver och Irving Cohn
- "Where or When" (1937), musik av Richard Rodgers, text av Lorenz Hart
- "Flat Foot Floogie" (1938), musik och text av Slim Gaillard, Slam Stewart och Bud Green
- "It's Only a Paper Moon" (1933), musik av Harold Arlen, text av Billy Rose och E.Y. Harburg
- "Szerelem, Szerelem", Trad. ungersk folkvisa, framförd av Muzsikas feat. Márta Sebestyén
- "Cheek to Cheek" (1935), musik och text av Irving Berlin, framförd av Fred Astaire/Ella Fitzgerald
- "Wang Wang Blues" (1921), musik av Gus Mueller, Buster Johnson och Henry Busse, text av Leo Wood, framförd av Benny Goodman
- "Pettin' in the Park" (1933), musik av Harry Warren, text av Al Dubin från Gold Diggers 1934 (1933)
- "Manhattan" (1925), musik av Richard Rodgers, text av Lorenz Hart
- "One O'Clock Jump" (1933), musik av Count Basie, framförd av Benny Goodman
- "Goldberg Variations", musik av Johann Sebastian Bach
- "The Darktown Strutters' Ball" (1917), musik och text av Shelton Brooks, framförd av Kristin Scott Thomas/Ralph Fiennes
- "Silent Night, Holy Night" (1818), musik av  Franz Gruber, text av Joseph Mohr
- "The Japanese Sandman" (1920), musik av Richard A. Whiting, text av Ray Egan